# Болшево (Королёв)
Болшево — микрорайон города Королёва, его историческая часть. Возник в 2003 году на территории одноимённого посёлка Болшево, основанного в 1573 году и ранее входивший в административное подчинение городу. В территорию микрорайона включены также дачный потребительский кооператив «За Здоровый Быт», ДПК «Зеленовод», дачный посёлок «Валентиновка» и другие.

## История
Село, выросшее вокруг церкви Косьмы и Дамиана, известно с XVI века.
Административно входило в состав Мытищинской волости Московского уезда, затем Мытищинского района Московской области.
Со временем село стало посёлком дачного типа, который в апреле 2003 года был включён в черту города Королёв и, утратив статус населённого пункта, стал микрорайоном.

## Транспорт
Автобусы:
- 12 (ст. Подлипки — Лесная школа — ст. Болшево)[3]
- 14 (ст. Болшево — Красная Новь)[4]
- 15 (ст. Подлипки — Городок 3 — ст. Болшево)[5]
- 31 (Лесные Поляны — ст. Болшево — ст. Подлипки)[6].
- 31к (ст. Болшево — Лесные Поляны)
- 499 (ст. Болшево — Городок 3 — Москва (м. ВДНХ))

Микроавтобусы:
- 8 (ул. Гражданская (пл. Валентиновка) — ст. Болшево — ст. Подлипки)
- 11 (ст. Болшево — дом отдыха "Болшево)
- 14 (ст. Болшево — Красная Новь)[4]
- 31 (ст. Болшево — Лесные Поляны)
- 44 (ул. Силикатная — ст. Болшево — Лесные Поляны — ст. Пушкино)

## Фотогалерея
- Станция Болшево, 2011 год
- Станция Болшево при реконструкции. 8 июня 2008
- Платформа Фрязинского направления
- Станция Болшево в вечернее время
- Рынок в Болшеве
- Болшевская эстакада
- Церковь Космы и Дамиана